# Pyworthy
Pyworthy – wieś w Anglii, w hrabstwie Devon, w dystrykcie Torridge. Leży 62 km na zachód od miasta Exeter i 308 km na zachód od Londynu. Miejscowość liczy 615 mieszkańców.